# اسکلرودرمی
اسکلرودرمی (به انگلیسی: Scleroderma) نوعی بیماری نادر و پیشرونده روماتیسمی است که پوست بیماران ضخیم، سفت و خشک شده و گاه در انتهاهای اندامها زخم ایجاد می‌شود. تجمع کلاژن و سایر فیبرها در این بیماری پوست صورت و اندامها، مفاصل دست و پا، ریه، کلیه و دستگاه گوارش به خصوص مری را گرفتار و فرد را ناتوان می‌کند. این بیماری می‌تواند به صورت موضعی یا سیستماتیک بروز کند.

## عوارض بیماری
زخم‌ها گاهی چنان پیشرفت می‌کنند که باعث قطع شدن انگشتان فرد می‌شود، حرکت انگشتان دست در این بیماری محدود شده و همچنین فرد قادر به بازکردن کامل دهان خود نیست. سایر عوارض احتمالی این بیماری اختلال در ترمیم زخم‌ها، افزایش خونریزی، اختلال در ریتم قلب، نارسایی احتقانی قلب، نارسایی کلیه، اختلال در بلع، فشارخون بالا، تخریب بافت‌های ریوی و درگیری عروق کوچک (به ویژه آرتریولها) است.
تشخیص با آزمایش‌های خون جهت شناسایی کم‌خونی و اندازه‌گیری پادتن ها؛ آزمایش ادرار برای شناسایی گلبول‌های قرمز در ادرار؛ نوار قلب؛ رادیوگرافی دست‌ها، مری و قفسه سینه تأیید می‌شود.

## بیماریزایی
هنوز علت قطعی ابتلا به اسکلرودرمی روشن نشده‌است، خودایمنی، زمینه ژنتیک، برخی عوامل میکروبی و… از علل مؤثر در ایجاد این بیماری می‌باشند. ابتلا به این بیماری در سنین زیر پنج سال و بالای ۷۰ سال نادر است و شیوع آن در سنین ۳۵ تا ۵۰ سالگی مشاهده می‌شود.

## درمان
درمان قطعی اسکلرودرمی تا به امروز نامشخص می‌باشد. معمولاً درمان عوارض و ورزش توصیه می‌شود. گاه از داروهای سرکوبگر ایمنی مانند متوتروکسات و آزاتیوپرین، داروهای شیمی درمانی مانند کلشی سین و سیکلوسپورین، کورتیکواستروئیدها در درمان استفاده می‌شود. اکسیژن درمانی در محل زخمها و بلوک‌کننده‌های کانال کلسیم در پدیده رینود (تنگی عروق انتهایی انگشتان) به کار می‌روند.

## انواع بیماری اسکلرودرمی
اسکلرودرمی به دو شکل دیده می‌شود:
- اسکلرودرمی سیستمیک: که یک بیماری سیستمیک و در برگیرندهٔ تمام بدن است و اسکلرودرمی لوکال که به شکل موضعی تظاهر می‌یابد.
- اسکلرودرمی موضعی